# Râul Tăul Terebești
Râul Tăul Terebești este un curs de apă, afluent al râului Crasna.

## Hărți
- Harta județului Satu Mare